# Науковий роман

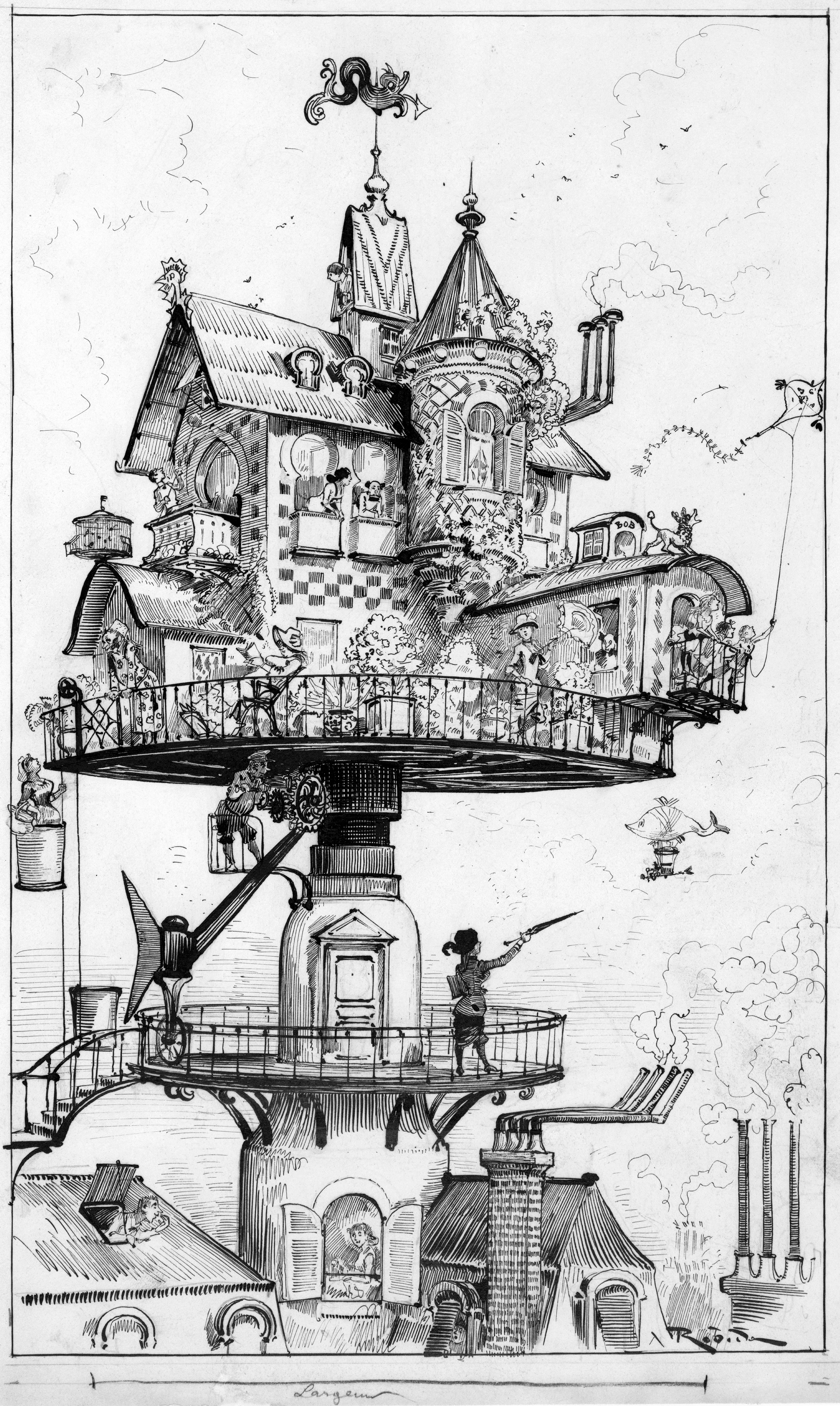
«Повітряний обертовий будинок» («Maison tournante aérienne»). Альбер Робіда.

Науковий роман — архаїчний термін для жанру літератури, нині широко відомого як наукова фантастика. Термін виник у 1850-х роках для опису художніх творів з елементами наукових творів, але потім став застосовуватися до наукової фантастики кінця XIX і початку XX століття, перш за все до творів Жуля Верна, Герберта Веллса і Артура Конан Дойла. В останні роки цей термін почали застосовувати до наукової фантастики, написаної в нарочито анахронічному стилі, як данина поваги або стилізація під оригінальні наукові романи.

## Історія
Вважається, що вперше термін «науковий роман» використали 1845 року критики для опису твору Роберта Чемберса «Vestiges of the Natural History of Creation», спекулятивної природничої історії, опублікованої 1844 року, і знову використали 1851 року в Edinburgh Ecclesiastical Journal and Literary Review для опису твору Томаса Ханта «Panthea, or the Spirit of Nature». Термін «науковий роман» найчастіше використовують для позначення наукової фантастики кінця XIX і початку XX століття. Одними з перших так характеризували твори французького астронома і письменника Каміля Фламмаріона, а саме «Recits de l infini» і «La fin du monde» названо науковими романами. Також термін широко застосовували для характеристики творчості Жуля Верна і Герберта Веллса.
В останні роки термін «науковий роман» переживає відродження і застосовується до сучасних науково-фантастичних творів, навмисно витриманих у колишньому стилі. Прикладом такого роману є «Машина простору» («The Space Machine: A Scientific Romance») Крістофера Пріста.

## Приклади творів
- «Флетландія» Едвіна Еббота
- «Загублений світ» Артура Конан Дойла
- «Останні і перші люди» Олафа Стейплдона
- «Творець зірок» Олафа Стейплдона
- «Подорож до центру Землі» Жуля Верна
- «Таємничий острів» Жуля Верна
- «Війна світів» Герберта Веллса
- «Машина часу» Герберта Веллса
- «Невидимець» Герберта Веллса
- «Франкенштейн, або Сучасний Прометей» Мері Шеллі